# Dixeia orbona
Dixeia orbona is een vlindersoort uit de familie van de Pieridae (witjes), onderfamilie Pierinae.
Dixeia orbona werd in 1837 beschreven door Geyer.